# 芝田翔生子
芝田 翔生子（しばた しょうこ、1985年4月14日 - ）は日本の元タレント、元グラビアアイドル。かつてワタナベエンターテインメント、アーティストボックスに所属していた。14代目ミニスカポリス、元恵比寿マスカッツのメンバー。

## 人物
- 趣味はお菓子作り、特技はネイルアート。
- グラビアアイドルの小阪由佳、小倉優子、ほしのあきのモノマネが出来る。
- 小阪由佳とは高校時代からの友達であることを「アリケン」出演時に明かすが「いつも突然呼び出されるから困っている」「小阪の方が私より売れているのに、飲食店などの支払いはいつもワリカン」「小阪は滑舌が悪いから何を言っているのか分からない」と不満や悪口を連発し、司会の有田哲平から「こんなテレビで堂々と他のアイドルの悪口をいうアイドルっていないね」と苦笑される[2]。
- 幼い顔つきとバストGカップの大人な体で人気を博している。
- 現在は大学を卒業後、芸能界を引退し一般企業に勤めていることをブログで発表した[3]。

## 出演

### 映画
- カントク!（2006年）

### ドラマ
- 2ndハウス（2006年、テレビ東京系）
- クロヒョウ 龍が如く新章（2010年、毎日放送/TBS系）

### バラエティ
- 愛に恋（2005年、テレビ埼玉）
- さんま&SMAP!美女と野獣のクリスマススペシャル（2007年、日本テレビ系）
- 宇宙一せまい授業!（2007年、あっ!とおどろく放送局）
- 幹事さまぁ〜ず女だらけの新年会やっちゃうのかよSP（2008年、日本テレビ系）
- コスっちゃお！（2008年6月、SKY PerfecTV! エンタ!371） - ゲスト
- アリケン（2008年6月26日・7月3日 他、テレビ東京）

企画アイドルユニット『レディス4』のメンバーに選ばれ、以降準レギュラー出演。2008年7月4日深夜の『生モヤモヤアリケン』（モヤモヤさまぁ〜ず2と合同で生放送を行った番組）にも出演した。
- グラビアの美少女（MONDO21）
- ちょいとマスカット!（2010年4月7日 -2010年9月29日、テレビ東京）
- マルさまぁ〜ず（2010年5月19日、TBS）

## 作品

### DVD
- パフパフ（2006年3月24日）
- BRAVO!（2006年9月22日）
- Syouko La Pie-ショコラパイ- （2007年2月26日）
- 翔生子搾り（2007年7月25日）
- むにゅ MILK（2007年11月22日）
- Show Me（2008年3月7日）
- CARA（2009年6月27日）
- SHOW TIME（2010年4月25日）
- Show! Show! Show!（2011年2月4日、QH映像）
- メロンパン（2011年4月29日）
- 中川朋美 Destructive（2011年5月20日、メディアブランド） 共演:中川朋美、いとうあこ
- Geeee!!!（2011年9月16日、メディアブランド）
- Fine（2012年1月4日、QH映像）